# Enkhbatyn Amartüvshin
Amartuvshin Enkhbat
Enkhbatyn Amartüvshin (en mongol : Энхбатын Амартүвшин), également connu sous le nom d’Amartuvshin Enkhbat, né le 23 mars 1986 à Sukhbaatar, est un baryton lyrique mongol, dont la carrière se développe à l'échelle internationale depuis quelques années notamment dans le répertoire de Verdi.

## Biographie

### Formation et débuts
Enkhbatyn Amartüvshin est le deuxième fils de la famille et a grandi dans la campagne de la province de Sukhbaatar, à Khalzan sum, où il montait à cheval et était élevé selon le mode de vie mongol. Dans un entretien son père confie qu'il a toujours aimé chanter et s'exerçait tout en gardant les moutons. Il précise également qu'il y a des chanteurs dans la famille des deux côtés, et qu'enfant travailleur, il a tout fait pour atteindre son objectif : devenir chanteur d'opéra.
Enkhbatyn Amartüvshin étudie le chant auprès du maestro Tserenpil Eruu (Ц.Ерөө) dans le cadre du conservatoire supérieur national d'art et culture de Mongolie (СУИС-ийн), où il obtient son diplôme en 2009.
De 2009 à 2016, il commence sa carrière de baryton d'opéra au Théâtre académique national d'opéra et de ballet de Mongolie (Дуурь Бүжгийн Эрдмийн театраас), à Oulan-Bator, où il devient soliste et aborde les grands rôles du répertoire verdien, notamment Nabucco et Rigoletto.

### Carrière internationale
Il est alors invité à chanter Rigoletto aux Arènes de Vérone en juillet 2017, mais c'est surtout en 2018, à l'occasion d'un remplacement dans Nabucco que sa carrière connait un brusque tournant qui lui ouvre les portes des plus grandes institutions. Totalement inconnu alors, il est appelé pour remplacer le baryton Leo Nucci, souffrant, lors d'une production de  l'Opéra national de Lyon en collaboration avec le Théâtre des Champs-Élysées et en novembre 2018, sous la direction de Daniele Rustioni et aux côtés de l'Abigail d'Anna Pirozzi. Cette reconnaissance du public et des critiques est ainsi exprimée : « L’Opéra de Lyon réussit la prouesse d’y parvenir et ce, malgré la défection de Leo Nucci. Commençons par le remplaçant de la star qui se révèle être la grande révélation de la soirée : au terme d’une interprétation exemplaire, le baryton Amartuvshin Enkhbat reçoit une ovation du public. ». L'année suivante en novembre 2019, l'Opéra national de Lyon l'invite à nouveau pour sa tournée à Lyon, puis à Paris (Théâtre des Champs Elysées) et à Vichy, cette fois dans Ernani pour le rôle de Don Carlo et à nouveau, sa prestation est saluée « On ne sait que louer le plus, la projection de la voix, le legato, la technique ( Vieni meco, sol di rose…chanté sur le souffle mezza voce) l’aigu insolent, la musicalité. ». Il est alors invité dans les maisons d'opéra les plus prestigieuses, comme la Scala de Milan, où il fait ses débuts dans Aida en 2020, avant d'y retourner en juin 2022 dans une production de Mario Martone pour le rôle-titre de Rigoletto, puis en mai 2023 pour quelques représentations d'Andrea Chenier, où il chante le rôle de Carlo Gérard aux côtés de Jonas Kaufmann et de Sonya Yoncheva, puis dans une reprise du Macbeth mis en scène par David Livermore en juillet 2023, où il incarne le rôle-titre aux côtés d'Anna Netrebko. Outre la Scala de Milan, il se produit sur plusieurs scènes italiennes, le Teatro Carlo Felice de Gênes (Rigoletto en 2021) le Teatro Regio de Parme (Nabucco en 2019, Un ballo in maschera en 2021, La Forza del destino en 2022) le Teatro dell'Opera di Roma, le Teatro del Maggio Musicale Fiorentino (La Forza del destino en juin 2021, dont il sortira un DVD, Il Trovatore en septembre 2022), le Teatro San Carlo de Naples. Il devient un habitué des Arènes de Vérone où il chante successivement, en 2018, Amonasro dans Aida et le rôle-titre de Nabucco, en 2019, Giorgio Germont dans La Traviata et le rôle d'Amonasro dans Aida. En 2021 il est Alfio dans Cavalleria rusticana de Mascagni et Tonio dans Pagliacci de Leoncavallo tout en assurant à nouveau les rôles d'Amonasro dans Aida et du rôle-titre de Nabucco. En 2022, il chante à nouveau Nabucco, Amonasro dans Aida et Giorgio Germont dans La Traviata. Lors du centenaire du festival des Arènes de Vérone, l'été 2023, il assure à nouveau ces trois rôles,. Et c'est encore en Carlo Gérard dans Andrea Chénier, version concert de l'orchestre et du chœur de l'Opéra de Lyon sous la direction de Daniele Rustioni, qu'il triomphe en 2024 lors des deux soirées, la première à l'auditorium de Lyon le 15 octobre, la deuxième au Théâtre des Champs-Elysées, le 18 octobre.

## Concours et récompenses
Enkhbatyn Amartüvshin remporte de nombreux concours de chant lyrique aux niveaux national et international, parmi lesquels figurent :
- 2008 : artiste émérite de Mongolie et soliste au théâtre académique national d'opéra et de ballet de Mongolie (en) [14],[15].

- 2009 : Mongolie — 2e prix du Concours national mongol pour jeunes chanteurs d’opéra
- 2011 : Russie — 1er prix du concours international d’opéra du théâtre Baikal à Oulan-Oude
- 2011 : Russie — 2e prix du jury & prix du public attribué au meilleur chanteur lors du XIVe concours international Tchaïkovski de Saint-Pétersbourg[16]
- 2012 : Chine — 1er prix du concours international de chant lyrique Operalia à Pékin[17]
- 2015 : Royaume-Uni — 1er prix ex-æquo au concours BBC Cardiff Singer of the World competition et prix du public Dame Joan Sutherland[18],[15],[19].